# Palazzo Strozzi Bevilacqua
Palazzo Strozzi Bevilacqua, anche noto come palazzo Bevilacqua-Mazzucchi, è un edificio di origine rinascimentale che si trova a Ferrara all'angolo tra corso Porta Mare e via Palestro, affacciandosi su piazza Ariostea.

## Storia

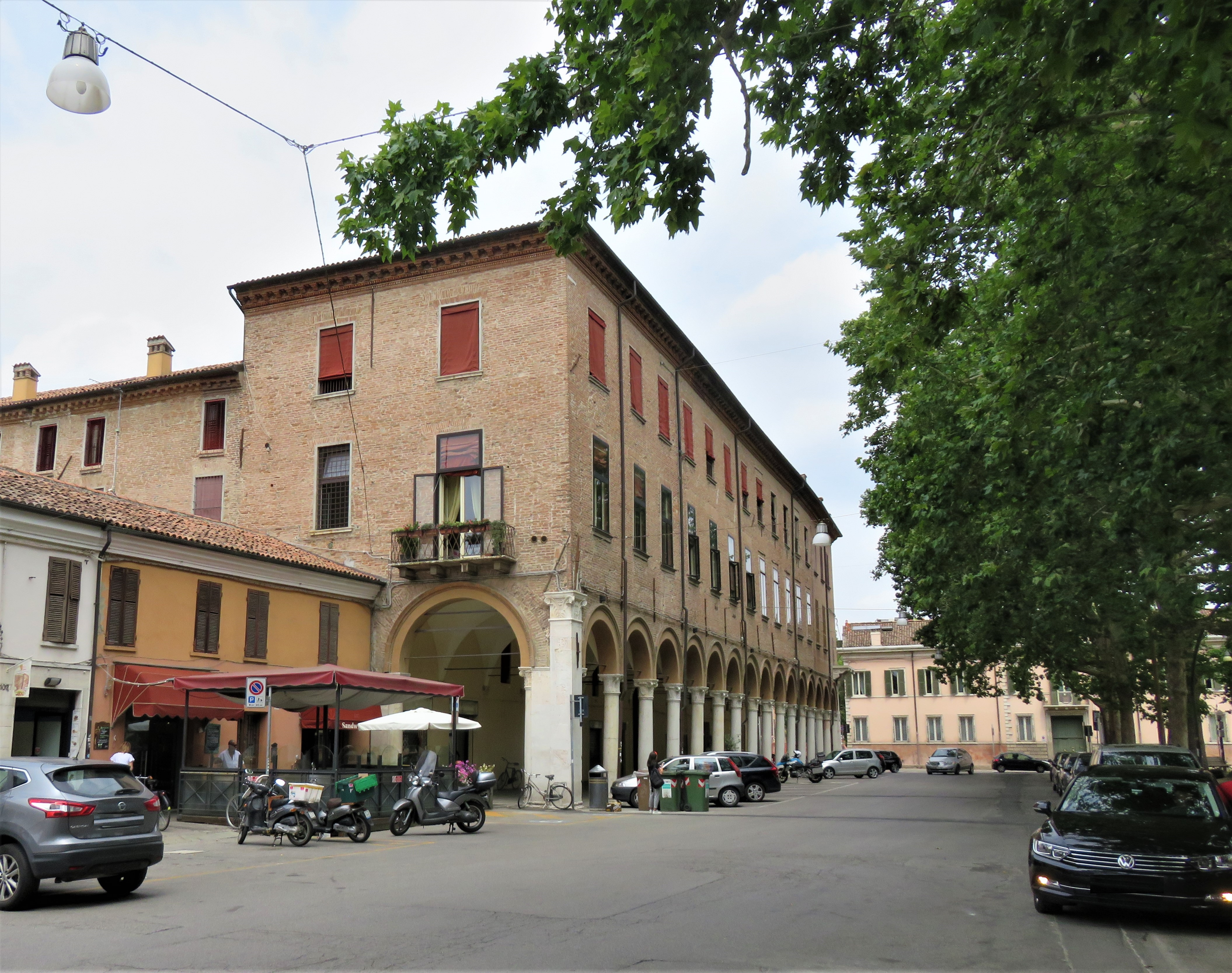
Prospetto con loggia che si affaccia su via Palestro.

Il monumentale edificio venne edificato tra il 1494 e il 1499 per disposizione dei fratelli Carlo e Camillo Strozzi sull'area cittadina di recente urbanizzazione voluta da Ercole I d'Este con la sua Addizione Erculea. Il duca spinse molti della sua corte a costruire attorno alla piazza Nuova e nelle zone vicine entro le nuove mura cittadine che si erano notevolmente ampliate verso nord.
Successivamente il palazzo divenne proprietà dei marchesi Bevilacqua, e lentamente iniziò un periodo di degrado e scarsa manutenzione dovuta anche alla suddivisione del palazzo tra gli eredi. I Bevilacqua asportarono parti di pregio dalla facciata per il loro palazzo di Bologna e cedettero il portico per uso pubblico. Grossi danni si ebbero col Terremoto di Ferrara del 1570. Attorno alla metà del XIX secolo parte dell'edificio fu acquistato dall'avvocato Carlo Mazzucchi e in seguito passò ancora di mano con nuovi proprietari, le famiglie Zeni e rossi. Durante la seconda guerra mondiale un bombardamento distrusse parte dell'angolo tra corso Porta Mare e via Palestro, e il restauro che ne seguì fu eseguito senza la ricostruzione completa del piccolo balconcino che, nel progetto, era stato pensato come gemello di quello simile del palazzo dei Diamanti, a breve distanza, sul Quadrivio degli Angeli.
Nuovi danni sono stati prodotti dal terremoto dell'Emilia del 2012 e i relativi restauri hanno restituito in condizioni migliori l'importante palazzo rinascimentale.

## Descrizione

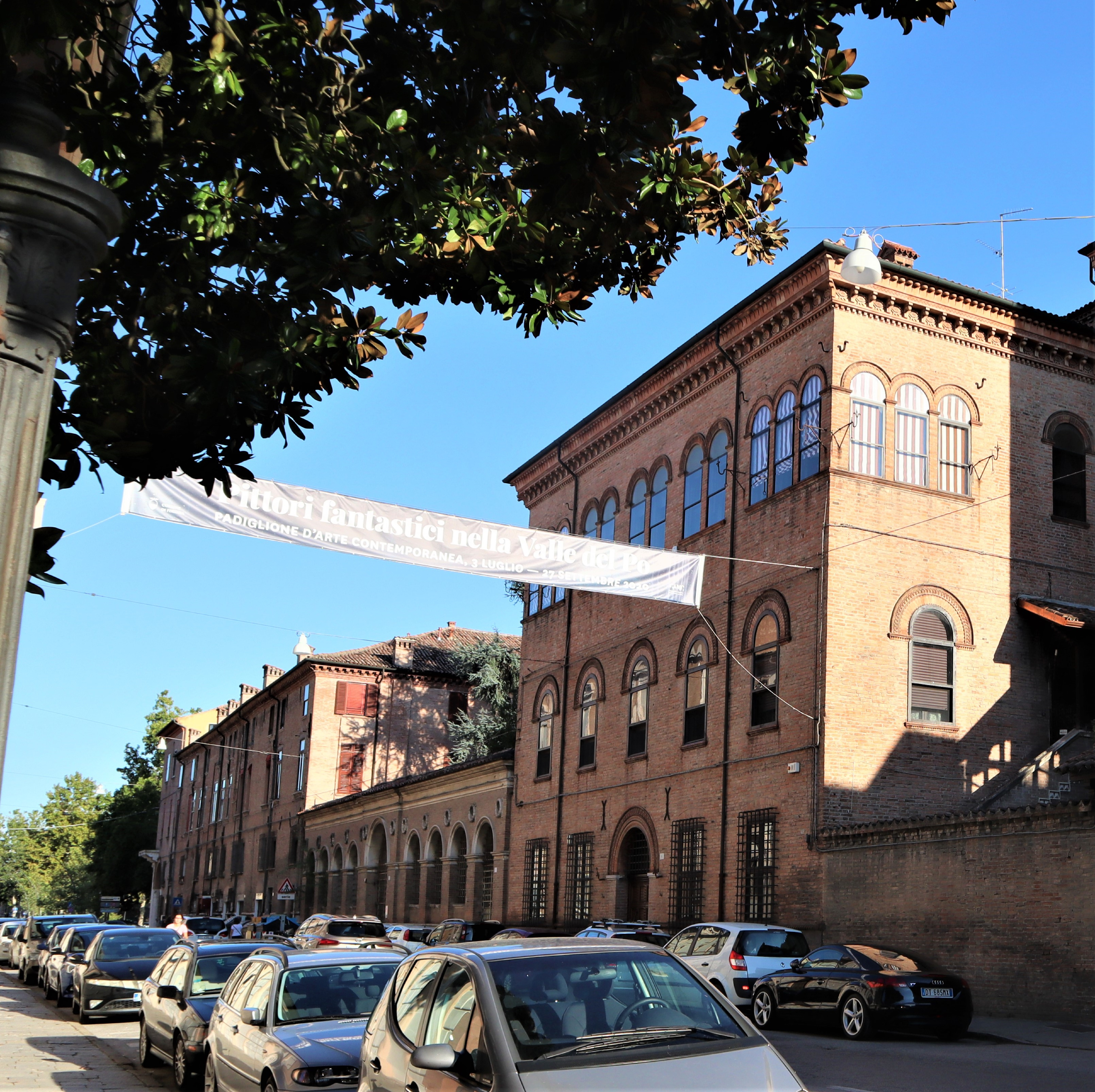
Prospetto su corso Porta Mare.

La posizione del palazzo è importante dal punto di vista urbanistico, trovandosi su un lato della piazza Ariostea e sul corso Porta Mare, quindi su una delle principali arterie dell'Addizione Erculea. La struttura è imponente, su una pianta quadrangolare che racchiude un ampio giardino interno.
Il prospetto principale che si affaccia su piazza Ariostea è ingentilito da una grande loggia con portico retto da colonne in marmo e sotto vi sono sistemati vari esercizi commerciali. L'angolo tra corso Porta Mare e via Palestro conserva un piccolo balcone, e tutto il prospetto settentrionale si trova di fronte all'importante palazzo Massari, sede museale.